# Likócs
Likócs Győr egyik kertvárosi városnegyede.

## Története
A település területe Szent Vid néven a 15. század végéig lakott volt, ezután a Győrt ostromló török csapatok többször ezen a helyen táboroztak. Emiatt elnéptelenedett és lerombolták. A 20. század elejétől lőtér és más katonai jellegű épületek alkották a települést. Csak elszórtan találhatók a gyümölcsösökben épületek. A kertváros a Győrhöz való 1954-es csatolása után jött létre. Ma már Győr egyik legcsendesebb és legnyugodtabb része a Mosoni-Duna partján. Egy zárt közösség él itt, szinte falusias hangulatban.

### Érdekességek
2013. augusztus 8-án itt mérték az év legmagasabb hőmérsékleti értékét. Ekkor 40,6 fokot mértek.